# Matthias Helferich
Matthias Helferich (* 14. Oktober 1988 in Dortmund-Hombruch) ist ein deutscher Rechtsanwalt und rechtsextremer Politiker (AfD). Er war Mitglied des Landesvorstandes der AfD Nordrhein-Westfalen und ist seit 2021 Mitglied des Deutschen Bundestages. Helferich wird eine Nähe zur Ideologie des Nationalsozialismus attestiert. Er bezeichnete sich unter anderem – eigenen Angaben zufolge ironisch – als „freundliches Gesicht des NS“. Anfang Juli 2025 wurde er erstinstanzlich vom nordrhein-westfälischen Landesschiedsgericht aus der Partei ausgeschlossen.

## Leben
Helferich wuchs in Dortmund auf und bestand dort das Abitur. Nach dem Wehrdienst beim Wachbataillon der Bundeswehr in Siegburg begann Helferich 2009 ein Studium der Rechtswissenschaften an der Rheinischen Friedrich-Wilhelms-Universität Bonn. Eine Reserveoffizierslaufbahn konnte er nicht beginnen. Er trat der Bonner Burschenschaft Frankonia bei, aus der er 2021 ausgeschlossen wurde. Ab Oktober 2011 setzte er sein Studium an der Ruhr-Universität Bochum fort. Im Jahre 2015 bestand er die erste juristische Staatsprüfung am Oberlandesgericht Hamm. Helferich war im Anschluss als wissenschaftlicher Mitarbeiter an einem Lehrstuhl für Wirtschaftsrecht an der Ruhr-Universität Bochum und als Dozent für Staats- und Europarecht am Studieninstitut Ruhr für kommunale Verwaltung tätig. Ab 2018 absolvierte er das Rechtsreferendariat in Dortmund, Düsseldorf sowie Klagenfurt und bestand im Anschluss das zweite Juristische Staatsexamen am Landgericht Dortmund. Seit 2020 arbeitet er als Rechtsanwalt in Dortmund.
Helferich ist eigenen Angaben nach ledig und gehört der evangelischen Kirche an.

## Politik

### Partei und politische Organisationen
Helferich war einige Zeit lang Mitglied und Vorsitzender der CDU-nahen Schüler Union NRW. In diesem Zusammenhang wurden ihm nach eigenen Angaben bereits im Jahr 2006 innerhalb von Junger Union und CDU rechtsextreme Tendenzen vorgeworfen. Zudem soll er laut der taz den damaligen JU-Landesvorsitzenden Hendrik Wüst auf einer Geburtstagsparty antisemitisch beleidigt haben. Helferich stritt diese Beleidigungen ab. Die CDU NRW wollte sich zu den Vorwürfen und möglichen rechtsextremen Tendenzen laut Artikel nicht äußern.
Laut einer Recherche der Ruhr Nachrichten versuchte die Junge Union Nordrhein-Westfalen im Jahr 2007, Helferich aufgrund zahlreicher umstrittener Aussagen aus der Organisation auszuschließen. Ihm wurden unter anderem antisemitische, homophobe und rassistische Äußerungen vorgeworfen. Mehrere Zeugen bestätigten diese Vorfälle, die sich unter anderem auf Veranstaltungen der Schüler Union ereignet haben sollen. Helferich bestreitet alle Vorwürfe. Ein Verfahren wegen Volksverhetzung vor dem Amtsgericht Dortmund endete mit einem Freispruch aus tatsächlichen Gründen.  Das von der JU eingeleitete Parteiausschlussverfahren wurde nicht weiterverfolgt, und Helferich zog sich nach den Vorfällen aus der CDU zurück. Im Juli 2015 trat er offiziell aus der CDU aus.
Wenige Monate später wurde er Mitglied der AfD und schloss sich 2016 der Jungen Alternative an. Im Bundestagswahlkampf 2021 belegte ihn die AfD aufgrund eines Skandals um einige Äußerungen Helferichs (siehe Abschnitt #„Nazi-Affäre“) mit einer Ämtersperre und er trat nicht in die Bundestagsfraktion ein. Im Anschluss leitete auch die AfD ein Parteiausschlussverfahren gegen ihn ein, das jedoch nicht zu seinem Ausschluss führte (siehe Abschnitt #Parteiausschlussverfahren).

### Kommunale Mandate
Helferich ist Ratsmitglied in Dortmund und Bezirksvertreter in der Bezirksvertretung Dortmund-Scharnhorst.

### Bundestagswahl 2021 und 20. Deutscher Bundestag
Für die Bundestagswahl 2021 am 26. September 2021 trat er als Direktkandidat im Bundestagswahlkreis Dortmund II sowie als Listenkandidat für die AfD in Nordrhein-Westfalen an. Er zog über Platz 7 der Landesliste in den 20. Bundestag.
Kurz nach der Bundestagswahl erhielten alle Abgeordneten des Deutschen Bundestags eine anonyme Mail aus der AfD oder deren Umfeld von einem Account mit dem Pseudonym Klaus Retter, in der vor Helferich gewarnt wurde. Während der konstituierenden Sitzung der neu gebildeten AfD-Bundestagsfraktion am 28. September 2021 wurde intern kontrovers über die Aufnahme von Helferich in der Fraktion diskutiert, woraufhin dieser freiwillig den Sitzungssaal verließ und kurz darauf durch den Ehrenvorsitzenden Alexander Gauland verlautbaren ließ, auf sein Angehören in der AfD-Bundestagsfraktion zu verzichten, sich aber vorzubehalten, einen Antrag auf ein Gastmandat zu stellen, das jedoch nicht genehmigt wurde. Im 20. Deutschen Bundestag verbleibt Helferich als fraktionsloser Abgeordneter.
Im Januar 2023 beantragte Helferich in einem Schreiben an den AfD-Fraktionsvorstand erneut seine Aufnahme in die Bundestagsfraktion. Bevor jedoch in der darauffolgenden Fraktionssitzung über diese Anfrage abgestimmt werden konnte, beantragte der AfD-Bundestagsabgeordnete Gottfried Curio erfolgreich die Streichung dieser Abstimmung von der Tagesordnung. Somit wurde über die Aufnahme Helferichs nicht abgestimmt, weshalb er weiterhin seinen Status als fraktionslos beibehielt.

### Bundestagswahl 2025 und 21. Deutscher Bundestag
Bei der Bundestagswahl 2025 erhielt Helferich im Wahlkreis Dortmund II 18,5 Prozent der Erststimmen und erreichte damit den dritten Platz hinter Sabine Poschmann (SPD, 32,4 Prozent) und Michael Depenbrock (CDU, 24,9 Prozent).  Helferich zog über Platz 6 der Landesliste der AfD Nordrhein-Westfalen in den 21. Bundestag ein.
In der konstituierenden Sitzung der AfD-Fraktion nach der Bundestagswahl 2025 wurde Helferich am 25. Februar 2025 Teil der AfD-Fraktion im Deutschen Bundestag.
Die erneute Aufnahme Helferichs in die AfD-Bundestagsfraktion im Februar 2025 fand auch außerhalb Deutschlands breite Resonanz. Britische Medien wie The Guardian und die Financial Times ordneten den Schritt als weiteres Zeichen der Radikalisierung der Partei ein und verwiesen auf Helferichs frühere Selbstbeschreibung als „freundliches Gesicht des Nationalsozialismus“. Auch The Times griff diese Formulierung auf. In der englischsprachigen Berichterstattung wurde Helferich damit teils als Symbolfigur des rechtsaußen verorteten Parteiflügels der AfD dargestellt. In frankophon erscheinenden Analysen wurde die Personalie in den größeren Kontext der Normalisierung und Radikalisierung der AfD in der deutschen Politik eingeordnet.

## Politische Positionen
Innerhalb der AfD wird Helferich dem völkisch-nationalen Flügel unter Björn Höcke zugerechnet. Innerhalb der Partei steht er unter Extremismusverdacht.
Im Laufe seiner AfD-Mitgliedschaft fiel Helferich mehrfach mit Äußerungen auf, die als Anspielungen auf den Nationalsozialismus aufgefasst wurden. So bezeichnete er sich unter anderem selbst als „das freundliche Gesicht des NS“. Er gab an, dies ironisch gemeint zu haben.
In Bezugnahme auf die Anschuldigungen gegen ihn, Kontakte zu Neonazis zu unterhalten und rechtsextreme Positionen zu vertreten, erklärte Helferich, er sei ein Bewunderer von Claus Schenk Graf von Stauffenberg, für dessen Ansehen und das historische Erbe des deutschen Widerstands er sich, laut eigener Aussage, stets eingesetzt habe. In Verbindung dazu stellte er dem Recherchezentrum Correctiv für einen Artikel ein Bild von sich zur Verfügung, auf dem er in einem T-Shirt mit Stauffenberg-Motiv zu sehen ist.
Auf seiner Facebookseite sprach sich Helferich in seiner Rolle als Verfassungsschutzbeauftragter der AfD Nordrhein-Westfalen für die Abschaffung des Verfassungsschutzes aus, erklärte diesen Vorgang als längst „überfällig“ und bezeichnete diesen als „eine rechtspolitische Fehlkonstruktion“, die nicht reformierbar sei. Dies begründete er mit den Worten: „Wir selbst werden einen reformieren (sic!) VS brauchen, um in der Machtposition die Rechtsstaatlichkeit wiederherzustellen. Um gegen Linksextreme, Islamisten und echte Rechtsextreme vorzugehen.“ Die Bochumer Landtagsabgeordnete Gabriele Walger-Demolsky bezeichnete diese Aussage daraufhin als einen „unüberlegten Post“. Auch der Co-Vorsitzende Michael Schild ging nach dieser Äußerung seines Kollegen auf Distanz, nannte diese eine „reine Einzelmeinung“ und deutete an, dass man über die Besetzung des Amtes intern sprechen würde, so auch Petra Schneider, ein weiteres Mitglied im Landesvorstand der AfD, die Helferichs Forderung als eine „dämliche Vorlage“ bezeichnete.
Vor dem Landesparteitag der AfD Nordrhein-Westfalen im Januar 2020 reichte Helferich, gemeinsam mit dem Landesvorsitzenden der Jungen Alternative Tim Csehan, die sogenannte „Marler Erklärung“ ein, einen Antrag zur „Schaffung einer neuen Landesverbandskultur“, in dem er sich unter anderem für eine AfD, bestehend aus einem „Mosaik bürgerlicher, liberal-konservativer, libertärer, souveränistischer, nationalkonservativer und rechtsintellektueller Kräfte“ aussprach. Er äußerte seinen Unmut darüber, dass „verschiedene Protagonisten unterschiedlicher Lager [sich dazu berufen fühlen würden], ihre persönlichen Befindlichkeiten und halbgaren Wahrheiten über [den] gemeinsamen Auftrag zu stellen“. Helferich sprach sich dafür aus, dass „Mitglieder, die von einem in ihrer Lesart grundsätzlich-widerständigen Glutkern der Partei beflügelt sind, und auf Sachlichkeit ausgerichtete Realpolitiker […] Seit an Seit auftreten müssten.“ Mit diesem Antrag wendeten sich Helferich und Csehan sowohl gegen die bürgerlich-gemäßigten als auch gegen Teile des Flügellagers. Auf dem anschließenden Parteitag wurde der Antrag jedoch aus Zeitgründen nicht besprochen. Bei einer späteren AfD-Veranstaltung in Höxter erntete Helferich erneut Kritik, als er und der Landeschef der AfD Nordrhein-Westfalen sowie Bundestagsabgeordnete Rüdiger Lucassen, ein enger Vertrauter von Helferich, gemeinsam mit dem thüringischen AfD-Chef Björn Höcke auftraten, woraufhin Helferich von einem seiner Gegner aus dem gemäßigten Flügel der Partei „Kuscheln mit Höcke“ vorgeworfen wurde.
Im Rahmen seiner Bundestagskandidatur sprach Helferich sich unter anderem für die konsequente Abschiebung „illegaler und krimineller“ Ausländer, für die Haftung von Politikern für Fehlentscheidungen sowie für Steuererleichterungen für Arbeiter und Selbständige aus.
Bei einer Veranstaltung des vom Verfassungsschutz als rechtsextrem eingestuften IfS sagte Helferich, er frage sich, „ob wir so blauäugig sind zu glauben, dass wir einfach dieses System praktisch im Schlafwagen niederringen können“. Auf den Veranstalter angesprochen schrieb Helferich später, für ihn sei „das BfV ein Verdachtsfall des Extremismus der herrschenden Klasse“. Mitte Juni 2023 sagte er im Bundestag zum Tagesordnungspunkt „70 Jahre Volksaufstand – SED-Unrecht“, die Opfer von damals seien vergebens, „wenn all jenes Aufbegehren, welches den Geist des 17. Juni atmet, sei es der Widerstand gegen das Corona-Regime oder die anhaltende Ersetzungsmigration, ungestraft, so wie damals als faschistisch abgetan wird“.

## Parteiausschlussverfahren
Im Juni 2024 wurde bekannt, dass der Vorstand der AfD Nordrhein-Westfalen ein Parteiausschlussverfahren gegen Helferich wegen schwerwiegender Verstöße gegen das Grundgesetz und das Grundsatzprogramm der Partei sowie wegen parteischädigender Äußerungen, die an den Nationalsozialismus erinnerten, eingeleitet habe. Der Vorstand warnte: „Die Szenarien, die drohen, sollten Personen wie Matthias Helferich jemals politisch-exekutiv Macht erhalten, erinnern an die finstersten Kapitel der Menschheitsgeschichte und speziell auch der deutschen Geschichte“. Zudem wurde ein Verfahren zum vorläufigen Entzug der Mitgliederrechte eingeleitet. Die Entziehung der Mitgliederrechte wurde im Juli 2024 durch das Landesschiedsgericht bestätigt. In einem Schreiben an das AfD-Landesschiedsgericht warnte der AfD-Landesvorstand in diesem Zusammenhang: „Die Szenarien, die drohen, sollten Personen wie Matthias Helferich jemals politisch-exekutiv Macht erhalten, erinnern an die finstersten Kapitel der Menschheitsgeschichte und speziell auch der deutschen Geschichte.“ Helferich wandte sich daraufhin an das Bundesschiedsgericht, wo sein Antrag im August 2024 jedoch aus formalen Gründen scheiterte. Helferich kündigte weitere rechtliche Schritte an. Trotzdem wurde Helferich bei der Wahl-Versammlung in Marl Anfang Januar 2025 auf Platz 6 der NRW-Landesliste für die Bundestagswahl 2025 gewählt. Außerdem stellte ihn seine Partei als Direktkandidaten im Bundestagswahlkreis Dortmund II auf. Am 5. Juli 2025 wurde Helferich vom nordrhein-westfälischen Landesschiedsgericht der AfD aus der Partei ausgeschlossen. Das Urteil ist noch nicht rechtskräftig und geht, sofern Helferich, wie angekündigt, binnen 14 Tagen Einspruch einlegt, in zweiter Instanz vor das Bundesschiedsgericht.

## Kontroversen

### Mutmaßliche Verbindungen in die rechtsextreme Szene
Helferich prahlte gegenüber dem AfD-Mitglied Markus Mohr während einer Unterhaltung in einem privaten Chat, Kontakte in die Neonazi-Szene in Dortmund zu unterhalten. So gab Helferich unter anderem an, die „Jungs aus Dorstfeld“ zu kennen, die im Falle eines Nicht-Antritts der Partei NPD (seit 2023 Die Heimat) in Dortmund für seine Wahl plädieren würden. Bei diesen besagten „Jungs“ soll es sich laut einer Recherche des WDR um Mitglieder der neonazistischen Partei Die Rechte, ehemals als Nationaler Widerstand Dortmund bekannt, der 2012 verboten wurde, gehandelt haben. Nach diesen Äußerungen wandten sich viele seiner Parteifreunde von Helferich ab und Markus Mohr informierte in Bezug auf die Äußerungen Helferichs den AfD-Bundesvorstand.
Während seiner Zeit als Vorsitzender der Schüler Union NRW wurde Helferich in anonymen Schreiben, die sowohl an Parteimitglieder als auch an Medien verschickt wurden, als Rechtsradikaler bezeichnet und dargestellt. So wurde behauptet, Helferich solle einem schwedischen Mädchen vorgeworfen haben, nicht „reinrassig arisch“ zu sein, und hätte den heutigen Ministerpräsidenten von Nordrhein-Westfalen Hendrik Wüst auf einer Geburtstagsfeier als „Judenschwein“ beleidigt. Diesen Vorwürfen trat Helferich damals mit den Worten entgegen: „Das ist nicht mein Weltbild. Ich war zum Austausch bei einer jüdischen Gastfamilie in den USA“ und wies die Anschuldigungen, rechtsradikal zu sein, zurück. Auch Weggefährten Helferichs in der JU bestätigten, dass dieser „nie mit rechten Sprüchen aufgefallen“ sei.

### „Nazi-Affäre“
Im Sommer 2021 gelangten geleakte Chatprotokolle Helferichs an die Öffentlichkeit, in denen Helferich sich u. a. als „das freundliche Gesicht des NS“ bezeichnet hatte, was medial sowie auch parteiintern einen Eklat auslöste. Ein weiteres Bild, das er versendet hatte, zeigte ihn mit Kornblumen, die bis heute das Symbol des Dritten Lagers sind und zeitweilig während ihres Verbots in Österreich das Erkennungszeichen der Nationalsozialisten darstellten. Mit diesem Symbol am Revers war er schon vorher auf Bildern von AfD-Veranstaltungen aufgefallen.
Im weiteren Chatverlauf mit Markus Mohr gab Helferich ein vorgeblich von Adolf Hitler stammendes Zitat wieder und bezeichnete sich in Bezug auf den Präsidenten des Volksgerichtshofs, Roland Freisler, selbst als „demokratischen Freisler“. Nachdem die Chatverläufe an die Öffentlichkeit geraten waren und in einer Erklärung von Markus Mohr an den AfD-Bundesvorstand als „gerichtsfest dokumentiert[e]“ Beweise bezeichnet wurden, begann der Bundesvorstand im Juli 2021 über die Affäre zu beraten. Mohr bezeichnete die Aussagen seines Parteifreundes als „auffallend deplatzierte Einsprengsel“ und versicherte, dass die Äußerungen Helferichs unmissverständlich nicht als Satire oder Witz zu verstehen sein konnten. Innerparteilich wurde über ein Parteiausschlussverfahren gegen Helferich diskutiert. Kurz nach der Bundestagswahl 2021 unterzeichneten AfD-Bundessprecher Tino Chrupalla und Beatrix von Storch eine Ämtersperre für Helferich und bezogen sich dabei unter anderem auch auf spezifische Textnachrichten Helferichs, in denen dieser sich u. a. positiv auf die NS-Organisation Lebensborn bezogen hatte. Im Namen des Bundesvorstands der Partei schrieben Chrupalla und von Storch: „Die positive Konnotierung dieser inhumanen Einrichtung [Lebensborn] steht […] in einem diametralen Gegensatz zu den grundlegenden Werten der Partei, wie sie im Grundsatzprogramm niedergelegt sind.“
Nachdem Helferich die Vorwürfe lange Zeit weder bestätigt noch abgestritten hatte, drohte er Anfang Juli 2021 mit rechtlichen Schritten und berief sich auf das aus Artikel  2 Abs. 1  Grundgesetz (GG) abgeleitete Recht auf  „informationelle Selbstbestimmung“. In einem Video auf Facebook bezog er etwas später schließlich zu den Anschuldigungen Stellung. In Bezug auf seine Titulierung als „freundliches Gesicht des NS“ erklärte er, dass er sich dabei lediglich persiflierend auf eine Fremdzuschreibung von politischen Gegnern bezogen habe, und gab zu, sich einmal spaßeshalber als „freundliches Gesicht des Rechtspopulismus“ bezeichnet zu haben. Auch der im Chat gefallene Satz „Jahrelang mussten wir den Frieden predigen, um den Krieg vorzubereiten“ als vermeintliches Zitat von Adolf Hitler stamme nicht von Hitler, sondern aus einer britischen Anti-Hitler-Propaganda; Helferich beteuerte, dass er nicht wisse, „was es von Hitler zu zitieren“ gäbe, und „[m]itnichten“ sei er jemand, „der Adolf Hitler zitieren würde“. Zu seiner Aussage in Bezug auf Roland Freisler erklärte Helferich, dass er dies als Anspielung auf Konrad Adenauer geäußert habe, der sich einst witzelnd einen „demokratischen Goebbels“ im Bundespresseamt gewünscht hatte. Seine Kontakte in die Neonazi-Szene stritt Helferich ebenso ab und erklärte, dass er sich wie kein anderer in der AfD Dortmund gegen solche Mitglieder gestellt habe, die Kontakte zur NPD oder der Rechten gehegt hatten. Dazu habe er auch rechtliche Schritte angestrengt, wobei Helferich sich indirekt auf den ehemaligen Dortmunder AfD-Kreissprecher Bernd Schreyner bezog, der nach seinem Parteiausschluss in die Partei Die Rechte eingetreten war. Die Anschuldigungen gegen ihn nannte er am Ende seines Videos eine „Rufmord-Kampagne“.
In der Beratung zu dem Fall beantragte der damalige AfD-Bundessprecher Jörg Meuthen ein Ausschlussverfahren gegen Helferich, das jedoch mangels Mehrheit im Vorstand nicht eingeleitet wurde. Sechs Vorstandsmitglieder stimmten für das Verfahren und weitere sechs dagegen. Auf Facebook schrieb Helferich daraufhin dazu: „Ich hege keinen Groll gegen den Bundesvorstand und verurteile niemanden für sein Abstimmungsverhalten“. Auch Co-Bundessprecher Tino Chrupalla und Alice Weidel stimmten gegen das Ausschlussverfahren. Jedoch stellten die Gegner des Parteiausschlusses beim Landesschiedsgericht der AfD Nordrhein-Westfalen einen Antrag auf eine Ämtersperre gegen Helferich wegen „erheblichen Verstoßes gegen die Ordnung und Grundsätze sowie die Satzung der Partei“. Helferichs absehbares Bundestagsmandat ab September 2021 sei jedoch von dieser Ämtersperre nicht betroffen. Michael Schild, Co-Vorsitzender des Landesverbandes NRW, warnte die Bundessprecher davor, dass die Affäre das Potenzial habe, die AfD in Nordrhein-Westfalen „nachhaltig zu schädigen und, wenn nicht sogar zu vernichten.“ Unterstützung erhielt Helferich von Rüdiger Lucassen, der kritisierte, dass Markus Mohr sich erst so spät mit den Beweisen gegen Helferich an den Bundesvorstand gewandt hatte, und diesem vorwarf, die besagten Chatverläufe nur zu seinem persönlichen Schutz herumgezeigt zu haben. Er bezichtigte Mohr der Lüge, nachdem dieser behauptet hatte, Lucassen habe schon lange vorher von Helferichs Chat-Äußerungen gewusst.

### Vortragsabend mit Götz Kubitschek
Im Januar 2024 lud Helferich zusammen mit der Jungen Alternative in Dortmund in seinem Wahlkreisbüro zu einem Vortrag des neurechten Vordenkers Götz Kubitschek ein. Der zunächst geheim gehaltene Vortragsabend fand unter Protesten und Polizeischutz statt und löste nach Bekanntwerden ein starkes Echo in der regionalen Presse aus.

### Rassistische E-Mails
Im Mai 2025 veröffentlichte der Spiegel Recherchen über mutmaßlich rassistische und antisemitische Äußerungen Helferichs in privaten E-Mails aus den Jahren 2014 bis 2016. Die Mails sollen während seiner Zeit als aktives Mitglied der Bonner Burschenschaft Frankonia entstanden sein und unter anderem herabwürdigende Aussagen über Menschen mit Migrationshintergrund sowie über Juden enthalten. In einem Fall soll Helferich einen Reim verfasst haben, in dem brennende Asylbewerberheime thematisiert wurden. Er schrieb unter anderem „Advent, Advent, ein Asylantenheim brennt“. Zudem enthielten die E-Mails dem Bericht zufolge zustimmende Kommentare zu nationalsozialistischen Theorien über „Rassenmischung“. Helferich streitet ab, die E-Mails „verfasst oder versendet“ zu haben.